# 共产主义青年联盟 (芬兰)
共产主义青年联盟（芬蘭語：Kommunistinen nuorisoliitto，缩写为KomNL）是芬兰的一个独立的青年组织。该组织成立于2000年。该组织与芬兰共产党 (1994年)紧密协作，但共产主义工人党－争取和平与社会主义的活动家及其他一些独立的共产主义者也加入了该组织。该组织的主席是Dimi Laine。该组织是世界民主青年联盟的成员。该组织曾派代表参加欧洲共产主义青年组织会议。